# Distretto di Gangseo
Gangseo (Hangŭl: 강서구; Hanja: 江西區) è un distretto di Seul. Ha una superficie di 41,4 km² e una popolazione di 546.938 abitanti al 2010.